# Дом купца Безносова
Дом купца Безносова — историческое здание в городе Торопец Тверской области России. Памятник архитектуры федерального значения.
Расположен в самом начале Советской улицы, рядом с Базарной площадью. Официальный адрес: Советская улица, 2.
Дом купца Безносова в центре Торопца был построен в середине XVIII века. В настоящее время один его фасад закрыт более поздней кирпичной пристройкой. Плоскостное силуэтное барокко ярко проявляется в узорных наличниках данного здания. Эти наличники, почти касающиеся друг друга, с богатым профилем наверху, акцентируют основную — парадную часть здания, выделяя тему его архитектурного решения. Простые обрамления проёмов цокольного этажа способствуют этому.
В настоящее время в здании расположены магазины «Копеечка» и «Лучшая цена».